# Karriella walpolensis
Espèce
Karriella walpolensis est une espèce d'araignées aranéomorphes de la famille des Stiphidiidae.

## Distribution
Cette espèce est endémique du South West en Australie-Occidentale. Elle se rencontre vers Walpole et Nornalup.

## Description
Le mâle holotype mesure 8,57 mm et la femelle paratype 8,94 mm.

## Étymologie
Son nom d'espèce, composé de walpol[e] et du suffixe latin -ensis, « qui vit dans, qui habite », lui a été donné en référence au lieu de sa découverte, Walpole.

## Publication originale
- Gray & Smith, 2008 : A new subfamily of spiders with grate-shaped tapeta from Australia and Papua New Guinea (Araneae: Stiphidiidae: Borralinae). Records of the Australian Museum, vol. 60, p. 13-44 (texte intégral).